# Pavel Abramov
Pavel Sergeyevich Abramov (em russo:  Павел Сергеевич Абрамов; Moscou, 23 de abril de 1979) é um jogador de voleibol da Rússia que competiu nos Jogos Olímpicos de 2004.
Em 2004, ele fez parte da equipe russa que conquistou a medalha de bronze no torneio olímpico, no qual atuou em sete partidas.